# Львівська обласна рада
Львівська обласна рада — представницький орган місцевого самоврядування, що представляє спільні інтереси територіальних громад сіл, селищ, міст, у межах повноважень, визначених Конституцією України, Законом України «Про місцеве самоврядування в Україні» й іншими законами, а також повноважень, переданих їм сільськими, селищними, міськими радами.
Обласна рада складається з депутатів, обирається населенням Львівської області терміном на п'ять років. Рада обирає постійні і тимчасові комісії. Обласна рада проводить свою роботу сесійно. Сесія складається з пленарних засідань і засідань її постійних комісій.

## Депутати, склад депутатських фракцій і постійних комісій
1. Львівська обласна рада депутатів трудящих І скликання (1940)
2. Львівська обласна рада депутатів трудящих ІІ скликання (1947)
3. Львівська обласна рада депутатів трудящих III скликання (1950)
4. Львівська обласна рада депутатів трудящих IV скликання (1953)
5. Львівська обласна рада депутатів трудящих V скликання (1955)
6. Львівська обласна рада депутатів трудящих VI скликання (1957)
7. Львівська обласна рада депутатів трудящих VII скликання (1959)
8. Львівська обласна рада депутатів трудящих VIII скликання (1961)
9. Львівська сільська обласна рада депутатів трудящих IX скликання (1963)
10. Львівська промислова обласна рада депутатів трудящих IX скликання (1963)
11. Львівська обласна рада депутатів трудящих X скликання (1965)
12. Львівська обласна рада депутатів трудящих XI скликання (1967)
13. Львівська обласна рада депутатів трудящих XII скликання (1969)
14. Львівська обласна рада депутатів трудящих XIII скликання (1971)
15. Львівська обласна рада депутатів трудящих XIV скликання (1973)
16. Львівська обласна рада депутатів трудящих XV скликання (1975)
17. Львівська обласна рада депутатів трудящих XVI скликання (1977)
18. Львівська обласна рада народних депутатів XVII скликання (1980)
19. Львівська обласна рада народних депутатів XVIII скликання (1982)
20. Львівська обласна рада народних депутатів XIX скликання (1985)
21. Львівська обласна рада народних депутатів XX скликання (1987)
22. Львівська обласна рада народних депутатів І демократичного (XXI) скликання (1990)
23. Львівська обласна рада народних депутатів ІІ демократичного скликання (1994)
24. Львівська обласна рада III демократичного скликання (1998)
25. Львівська обласна рада IV демократичного скликання (2002)
26. Львівська обласна рада V демократичного скликання (2006)
27. Львівська обласна рада VI демократичного скликання (2010)
28. Львівська обласна рада VII демократичного скликання (2015)
29. Львівська обласна рада VIII демократичного скликання (2020)

## Рішення сесій Львівської обласної ради
- Рішення сесій Львівської обласної ради V скликання;
- Рішення сесій Львівської обласної ради VIII скликання
- 6 квітня 2023 року, депутати Львівської облради ухвалили рішення достроково припинити повноваження очільниці органу Ірини Гримак. Гримак була обрана головою Львівської обласної ради 1 грудня 2020 року, в якій представляла фракцію політичної партії «Європейська Солідарність». Свої голоси за відповідне рішення віддали 48 депутатів із 49-ти, один — утримався[1].

## Цікаві факти
Непересічне значення в історії України зіграло Перше демократичне скликання Львівської обласної ради.
Львівська обласна рада у 2012 стала ініціатором заснування премії ім. Бандери.

## Розташування (будівлі)
Підрозділи виконавчого апарату Львівської обласної ради розташовуються в адміністративному будинку на вулиці Винниченка, 18. До послуг відвідувачів на першому поверсі будинку розміщуються також поштове відділення, кафе, банкомат. Будинок обладнаний спеціальним підйомником для інвалідних візків неповносправних.
Сесійна зала Львівської обласної ради розташована у будинку № 16, який знаходиться поруч.